# Cophopodisma
Cophopodisma är ett släkte av insekter. Cophopodisma ingår i familjen gräshoppor.
Kladogram enligt Catalogue of Life:
| Cophopodisma | \| \| Cophopodisma ibera \| \| \| \| \| \| Cophopodisma pyrenaea \| \| \| \| \| \| Cophopodisma yunnanea \| \| \| \| |
|              | \| \| Cophopodisma ibera \| \| \| \| \| \| Cophopodisma pyrenaea \| \| \| \| \| \| Cophopodisma yunnanea \| \| \| \| |
|              | Cophopodisma ibera                                                                                                   |
|              | |
|              | Cophopodisma pyrenaea                                                                                                |
|              | |
|              | Cophopodisma yunnanea                                                                                                |
|              | |